# أثينة (نبات)
الأَثِنَة (الاسم العلمي: Dysphania)، جنس نبات من فصيلة القطيفية. تضم 43 نوعًا، تنتشر في جميع أنحاء العالم من المناطق الاستوائية وشبه الاستوائية إلى المناطق المعتدلة الحرارة.